# Westvoorne
Westvoorne (anhörenⓘ) ist eine ehemalige Gemeinde in der niederländischen Provinz Zuid-Holland. Seit dem 1. Januar 2023 bildet sie zusammen mit Brielle und Hellevoetsluis die neue Gemeinde Voorne aan Zee.

## Politik

### Sitzverteilung im Gemeinderat
In Westvoorne waren die folgenden Parteien im Gemeinderat vertreten:
| Partei                      | Sitze | Sitze | Sitze | Sitze | Sitze | Sitze | Sitze | Sitze | Sitze | Sitze |
| Partei                      | 1982  | 1986  | 1990  | 1994  | 1998  | 2002  | 2006  | 2010  | 2014  | 2018  |
| --------------------------- | ----- | ----- | ----- | ----- | ----- | ----- | ----- | ----- | ----- | ----- |
| Partij Westvoorne           | –     | –     | –     | –     | –     | –     | –     | 5     | 5     | 3     |
| VVD                         | 6     | 5     | 4     | 4     | 5     | 4     | 4     | 3     | 3     | 3     |
| Inwonersbelang Westvoorne   | –     | –     | –     | –     | –     | –     | –     | –     | –     | 3     |
| Gemeentebelangen Westvoorne | 3     | 3     | 4     | 7     | 3     | 4     | 4     | 2     | 4     | 2     |
| CDA                         | 3     | 3     | 3     | 2     | 2     | 3     | 2     | 2     | 1     | 2     |
| PvdA                        | 3     | 4     | 4     | 2     | 4     | 3     | 4     | 2     | 1     | 1     |
| D66                         | 0     | 0     | –     | –     | 1     | 1     | 1     | 1     | 1     | 1     |
| Gesamt                      | 15    | 15    | 15    | 15    | 15    | 15    | 15    | 15    | 15    | 15    |

### Bürgermeister
Seit dem 1. August 2006 war Peter de Jong (PvdA) amtierender Bürgermeister der Gemeinde. Zu seinem Kollegium zählten die Beigeordneten Marja Roza-de Pijper (VVD), Jorriena de Jongh (Gemeentebelangen Westvoorne), Wilbert Borgonjen (CDA), Lies van der Pol (D66) sowie der Gemeindesekretär Rob Beek.

### Politische Gliederung
Die Gemeinde wurde in folgende Ortsteile aufgeteilt:
| Nr.      | Ort        | Einwohner |
| -------- | ---------- | --------- |
| 00       | Rockanje   | 6.550     |
| 01       | Oostvoorne | 8.410     |
| Gemeinde | Gemeinde   | 14.960    |

1. ↑  Bezirksnummer
2. ↑  (Stand: 1. Januar 2022)

## Bilder

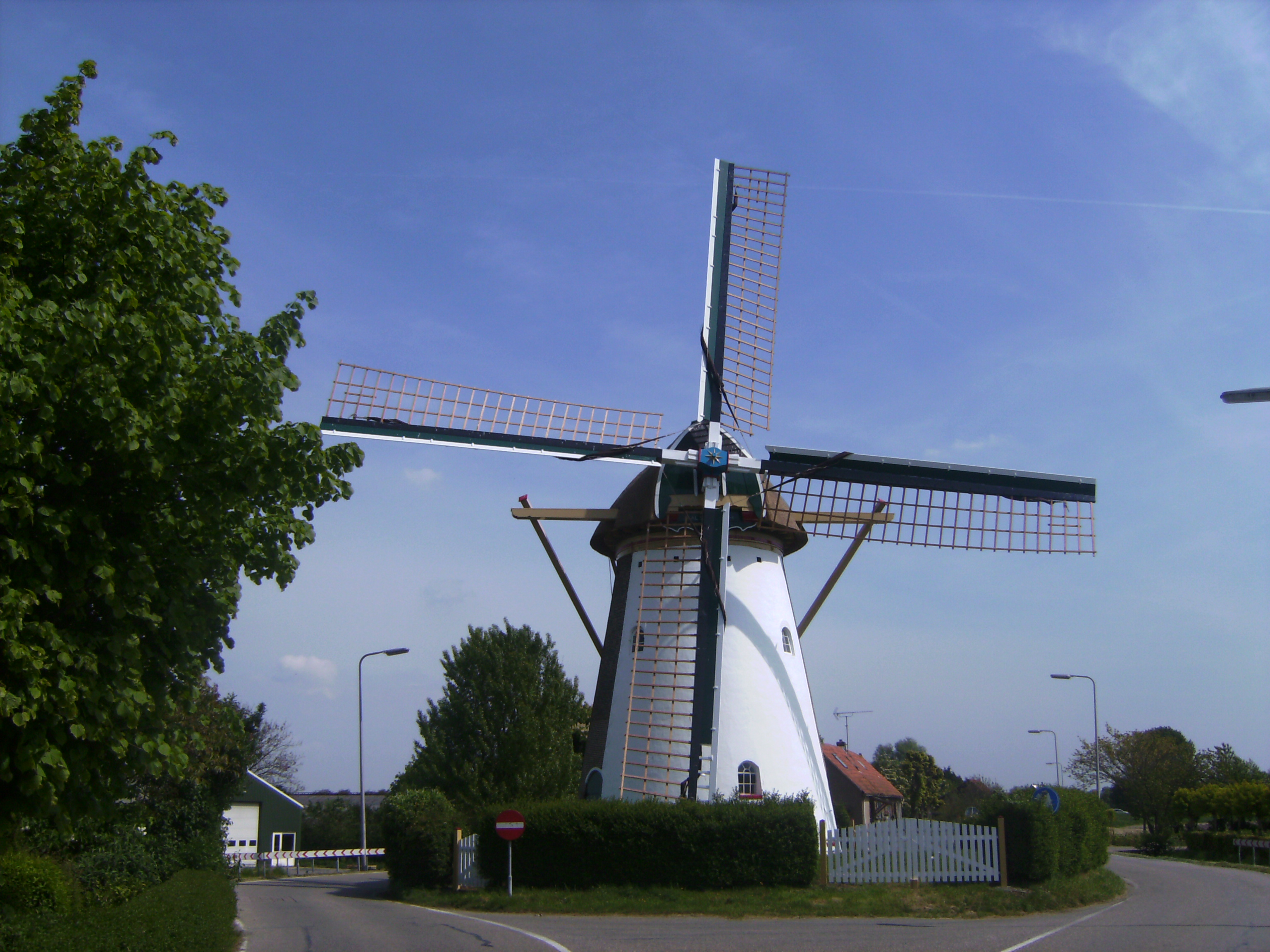
Rockanje, Mühle
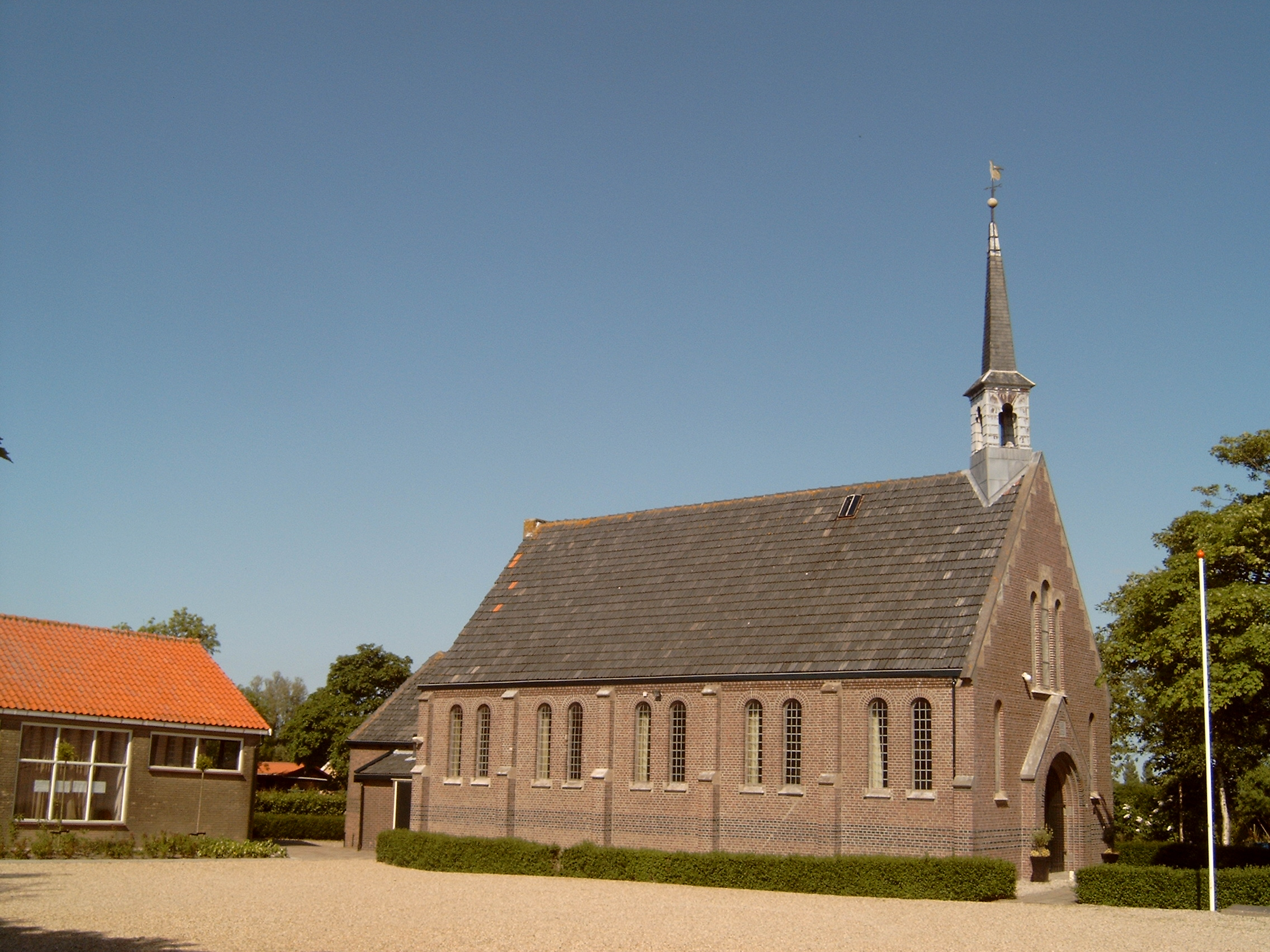
Tinte, Kapelle